# George Best
George Best (ur. 22 maja 1946 w Belfaście, zm. 25 listopada 2005 w Londynie) – piłkarz północnoirlandzki, wieloletni zawodnik Manchesteru United.

## Życiorys
W latach 1963–1974 grał w ataku Manchesteru United (z numerami 7, 8, 10, 11 na koszulce), wystąpił w 361 meczach ligowych i strzelił 137 bramek. Łącznie w Manchesterze zdobył 179 goli w 466 meczach. Był jednym z najskuteczniejszych napastników ligi angielskiej przełomu lat 60. i 70. Zdobył mistrzostwo Anglii w 1965 i 1967, a w 1968 Puchar Europy Mistrzów Krajowych. W tymże roku został uznany za najlepszego piłkarza Europy przez pismo „France Football”, analogiczny tytuł w lidze angielskiej przyznało mu Stowarzyszenie Dziennikarzy Piłkarskich. Znalazł się w 2004 na liście FIFA 100, opracowanej przez Pelégo na 100-lecie FIFA.
Jego kariera reprezentacyjna była mniej efektowna niż klubowa. Wystąpił w 37 meczach ekipy Irlandii Północnej, strzelając 9 bramek, nigdy nie zagrał na mistrzostwach świata ani Europy. Nie miało to wpływu na jego popularność; uważany za jednego z piłkarzy o największym naturalnym talencie sportowym (porównywany często z Pelé), a ze względu na wygląd (szczególnie fryzurę) nazywany był „piątym Beatlesem”.
W 1975 został odsunięty od gry w Manchesterze z powodu problemów z alkoholem. Kontynuował karierę jeszcze prawie dziesięć lat w mniej znanych klubach (m.in. Stockport County, AFC Bournemouth, Fulham F.C., Hibernian F.C., a także w klubach amerykańskich). W 1984 trafił na trzy miesiące do więzienia za jazdę samochodem pod wpływem alkoholu. Kilka lat później wystąpił w telewizji BBC wyraźnie pijany. Daleki od sportowego tryb życia wkrótce przyczynił się do pogorszenia stanu zdrowia, w 2002 przeszedł transplantację wątroby. W listopadzie 2004 podjął próbę powrotu do piłki jako trener młodzieży w Portsmouth.
Jesienią 2005 jego stan zdrowia gwałtownie się pogorszył i trafił w bardzo ciężkim stanie do szpitala. Zmarł 25 listopada.

## Upamiętnienie
George Best jest bohaterem biograficznego filmu fabularnego produkcji brytyjskiej Best (2000, reż. Mary McGuckian). W rolę Besta wcielił się irlandzki aktor John Lynch.
Z wizerunkiem George’a Besta został wydrukowany banknot, który wszedł do obiegu 27 listopada 2006 w Irlandii Północnej i w regionie Manchesteru.
Jego imię nosi lotnisko w Belfaście (George Best Belfast City Airport).
Jest jednym z trzech piłkarzy (także Denis Law i Bobby Charlton) umieszczonych na pomniku United Trinity przed stadionem Old Trafford w Manchesterze.
George Best został bohaterem piosenki zespołu Myslovitz pt. „Książę życia umiera”. Jego osoby i zmaganiom z alkoholizmem dotyczy utwór „Last Looks” grupy Silverstein z albumu Dead Reflection (2017).

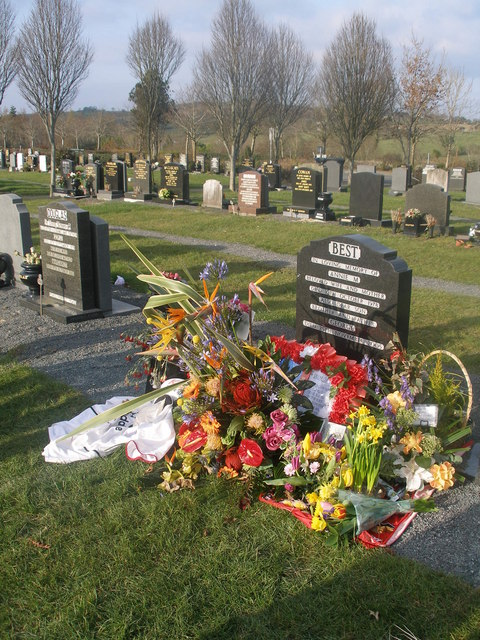
Grób George'a Besta na Roselawn Cemetery we wschodnim Belfaście
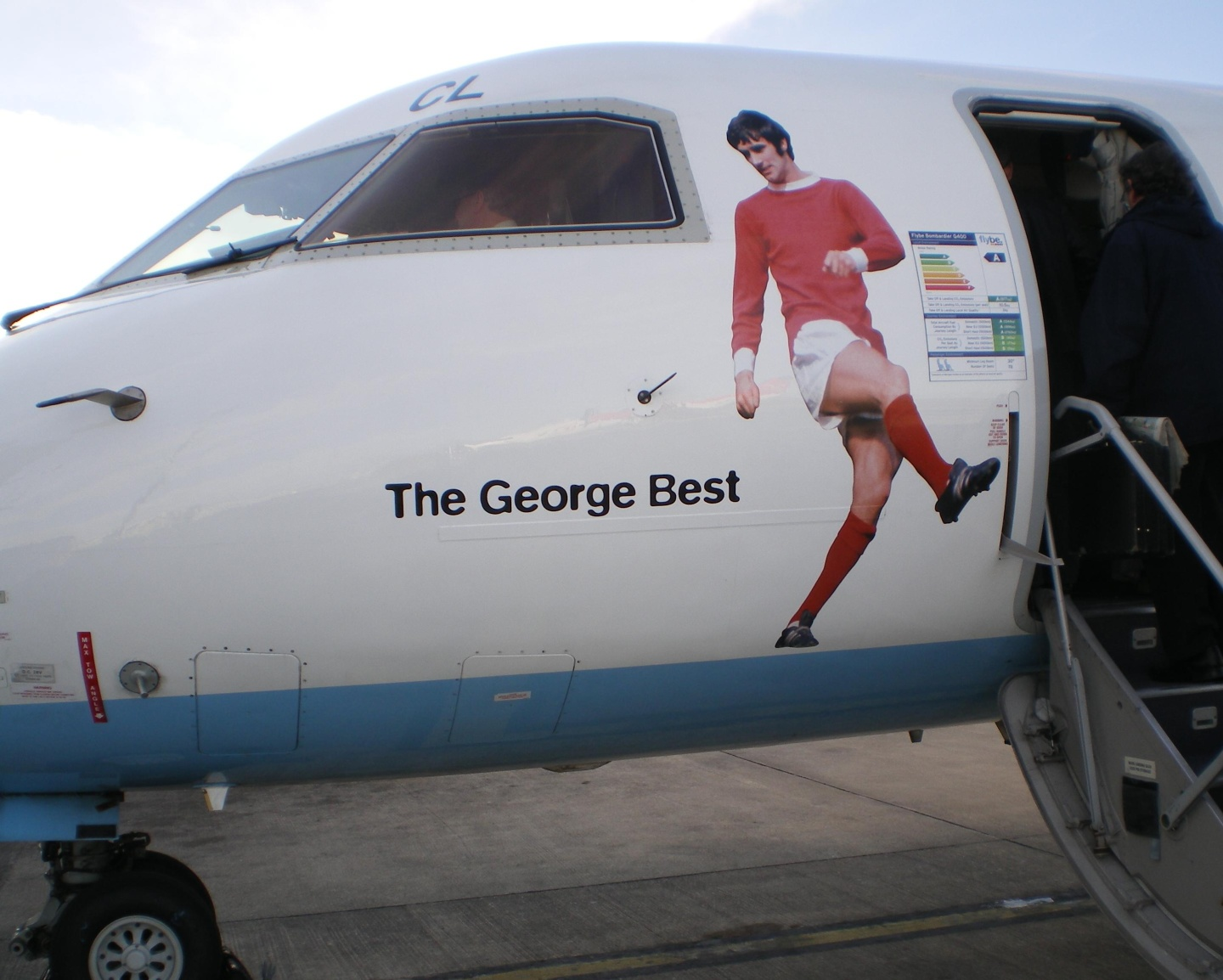
Samolot Dash-8